# Hans Stolp
Hans Stolp (Leiden, 17 oktober 1942) is pastor en auteur.

## Studie
Hij studeerde theologie aan de Vrije Universiteit in Amsterdam. Behalve theologie bestudeerde hij later de psychologie van C.G. Jung en maakte hij een studie van het esoterische christendom.

## Loopbaan
Na zijn studie werd hij docent in het middelbaar onderwijs in Rotterdam, Utrecht en Drachten, waar hij geschiedenis, maatschappijleer en godsdienst doceerde. Daarna werd hij in 1972 docent en schooldekaan aan het gymnasium in Groningen. Vervolgens werd hij in 1977 ziekenhuispastor in het Academisch Ziekenhuis in Groningen. In 1987 werd hij benoemd tot radiopastor van de IKON. Begin 1994 legde hij zijn werk als radiopastor neer om zich volledig te kunnen wijden aan het esoterische christendom. Sinds die tijd geeft hij cursussen en lezingen over dit thema in Nederland, Duitsland, Zwitserland en Oostenrijk.
Hans Stolp schreef inmiddels meer dan 60 boeken en is vooral bekend als auteur van esoterische boeken. Zijn boeken over zieke en stervende kinderen trokken en trekken de aandacht. Zo werd zijn kinderboek De gouden vogel in vele talen vertaald. Ook vele andere boeken werden in het Duits, Engels en Spaans vertaald. Daarnaast publiceerde hij verschillende dichtbundels, waaronder zijn verzamelbundel Kijken met de ogen van je hart.
Stolp was lijstduwer van de Partij voor Mens en Spirit voor de Tweede Kamerverkiezingen van 2010 en trok 1.931 stemmen.